# Шатырёнок, Ирина Сергеевна
Ирина Шатыренок (Ирина Сергеевна Шатырёнок, г. Молодечно, Беларусь) - белорусская писательница, прозаик, журналист, литературный критик.
Окончила Факультет журналистики БГУ. С 1980 года живет и работает в Гродно.
Автор 11 книг, более 500 критических статей. Публикуется в журналах «Нёман», «Беларуская думка», «Белая вежа», «Алеся», «Целитель», в альманахе «На Гродзенскай хвалі» (2009—2012 гг.), в газетах «СБ — Беларусь сегодня», РИУ «ЛіМ», в газете «Гродзенская праўда» ведет авторскую колонку, «Вечерний Гродно», региональной газете «Перспектива», «Маладзечанская газета», в сетевом литературном журнале «Камертон», «Великороссъ» (Москва), на сайте «Litkritika.by».
По итогам городского этапа республиканского конкурса «Женщина года», проводимого «Белорусским союзом женщин», в марте 2011 г. награждена премией в номинации «За духовное и нравственное возрождение».
Лауреат премии конкурса имени А. Дубко Гродненского облисполкома в номинации «Писатель года» за 2011 г.
Награждена дипломом лауреата республиканского литературного конкурса «Лучшее произведение 2011 г.» в номинации «Проза» за книгу «Старый двор».
В настоящее время продолжает работу в качестве писателя и публициста.
В 2015 году Ирина Шатыренок была несправедливо исключена из Союза писателей Беларуси.